# Каранович Володимир
Володимир Каранович (25 грудня 1899, м. Миколаїв, нині Львівська область — 24 січня 1958, Буенос-Айрес) — український лікар, доктор наук, громадсько-політичний діяч.

## Біографія
Народився 25 грудня 1899 року в Миколаєві в родині греко-католицького священника Івана Карановича (1856—13.07.1931). У 1917 р. закінчив українську академічну гімназію у Львові. Служив у лавах цісарсько-королівської армії під час Першої світової війни та в Українській галицькій армії під час польсько-української війни як четар. У польському полоні в таборі в Бересті перебував до 1921 року. Після звільнення розпочав у Віденському університеті вивчати медицину, закінчив навчання у Познані в 1926 році. З 1927 р. був членом Українського лікарського товариства у Львові. Здобув спеціальність радіологія. Практикував в Університетській лікарні в Познані (1926—1931), потім у шпиталі загального профілю у Львові. Протягом 1928 р. він був лікарем у Стоянові (Радехівський повіт, Львівське воєводство) та в Стеншеві (Познанський повіт, Познанське воєводство).
З 1931 по 1944 рік працював у Сяноку. Мав приватну практику та очолював загальну лікарню Сяніка. Служив заступником міського лікаря в Сяноці. За дорученням Муніципального управління охорони здоров'я слідкував за станом здоров'я школярів. Надавав медичну допомогу вихованцям Товариства польської охорони християнських дітей. До 1939 р. він також працював у торговельній школі (пізніше приватна комісія купецької молодшої школи Спілки польських учителів у Сяноці), будучи шкільним лікарем. До 1939 р. був членом Львівської лікарської палати. Був активним членом українських організацій Сянока, зокрема Товариства «Просвіта». Належав до сяноцького осередку Українського національно-демократичного об'єднання (УНДО) (інші активісти – адвокати д-р Степан Ванчицький як лідер, д-р Василь Блавацький, д-р Евген Шатинський, Ленчик, суддя Іван Белей і доктор Лемішко. У 1934 р. очолив музей «Лемківщина» в Сяноці (тоді українці почали будувати народний музей). Очолював Український народний дім у Сяноці.
Його описували як принципового українця. У 1930-х роках у Сяноку проживав на вулиці Яна III Собєського 6.
Після вибуху Другої світової війни, поразки польського війська та вступу німців до Сянока новим бурмістром міста став д-р Степан Ванчицький, а до української міської управи увійшли д-р Володимир Каранович, д-р Василь Блавацький і Степан Цар. Надалі продовжував проживати у Сяноці і лікувати в лікарні. Обіймав посаду окружного лікаря в Сяноці ((Haupt)Kreisarzt) з офісом за адресою Sobieskistrasse 2.
З підходом Східного фронту влітку 1944 р. і під час відступу німців покинув Сянік. Він поїхав до Відня, де працював науковим співробітником як асистент Центрального радіологічного інституту до 1946 року. У 1947 р. емігрував до Аргентини. Спочатку працював лікарем у провінції Формоза, а з 1957 року — в Буенос-Айресі. Публікувався в медичній літературі.
Помер 24 січня 1958 року в Буенос-Айресі, поховали на місцевому кладовищі Ла Чакаріта.

## Родина
Дружина — Катерина Стернюк (1905—1988), їхні діти — Ігор (1930—1976) та Наталія (1937–).